# Lars Norén

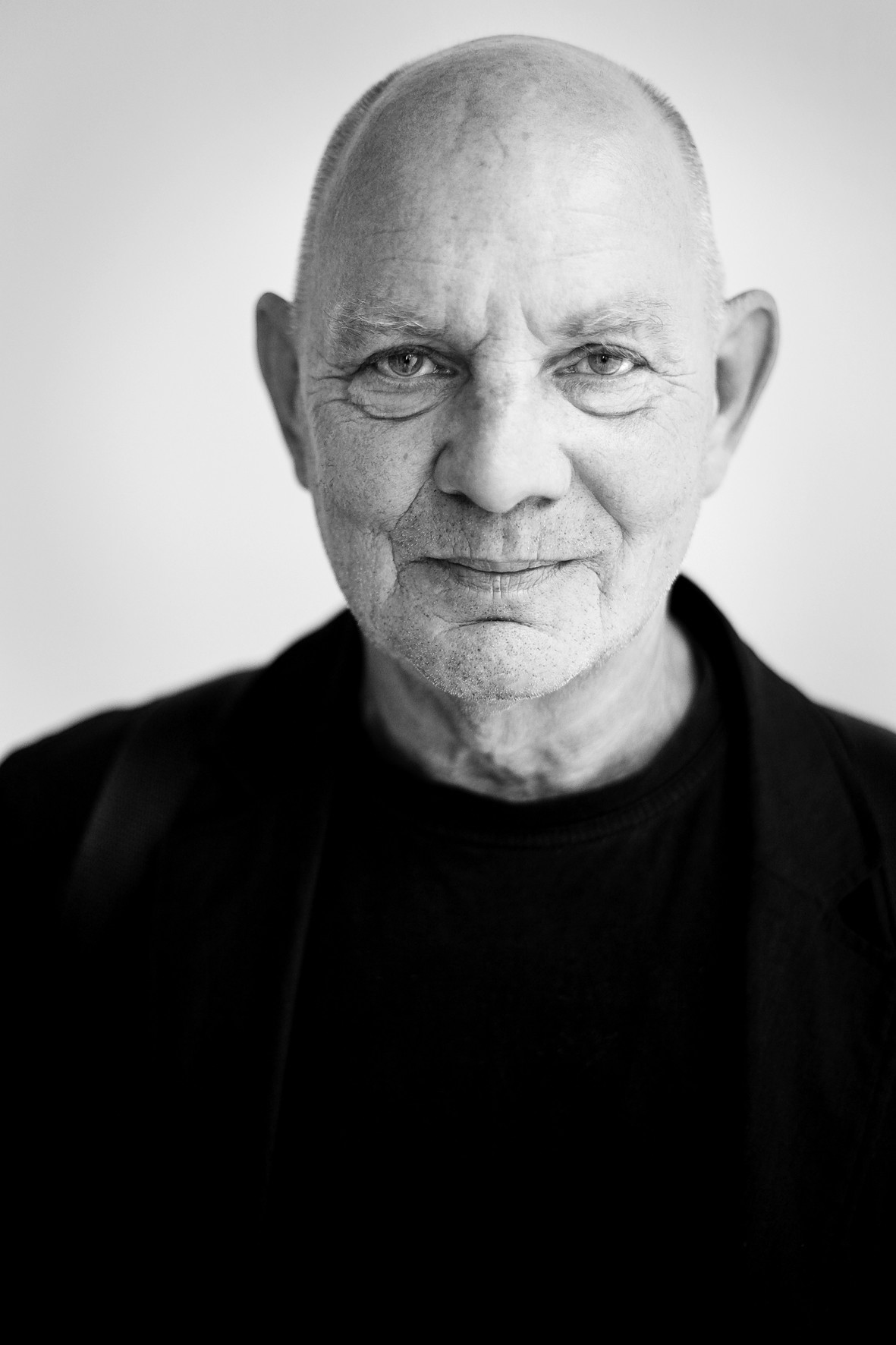
Lars Norén in 2012

Lars Gorän Ingemar Norén (Stockholm, 9 mei 1944 - Solna, 26 januari 2021) was een Zweedse toneelschrijver, dichter en toneelregisseur. Hij schiep voor toneel, radio en televisie een veelzijdig repertoire. Hij is in Europa een van de meest gespeelde moderne auteurs van toneelliteratuur en staat in de Zweedse traditie van August Strindberg en Ingmar Bergman.

## Biografie

### Leven en werk
Norén werd geboren in Stockholm, maar groeide tussen zijn zesde en vijftiende op in Genarp bij Lund in Skåne. Zijn vader werkte daar in een hotel dat later model stond voor het decor van een aantal van zijn toneelstukken. Hij werd in 1963 regieassistent van Bengt Ekerot bij het toneel in Stockholm en debuteerde in datzelfde jaar met de dichtbundel Syrener, snö (Seringen, sneeuw). Zijn vroege poëzie werd gekenmerkt door een weelderig woordgebruik vol wilde fantasieën op de grens van de waanzin. In 1963 openbaarde zich bij Norén schizofrenie waarvoor hij werd behandeld in een kliniek. Het ruim drie decennia later voor televisie geschreven Ett sorts Hades uit 1996 (in Nederland voor toneel bewerkt als Een soort Hades) baseerde hij op die ervaringen. In zijn romans Biskötarna (De bisschoppen) uit 1970 en I den underjordiska himlen (In de ondergrondse hemel) uit 1972 hanteerde hij een rauwe, heftige stijl met als onderwerp de grotestadsproblematiek van verstotenen, verslaafden, prostituees en criminelen, naar het voorbeeld van Franse schrijvers als Henri Michaux en Raymond Roussel.

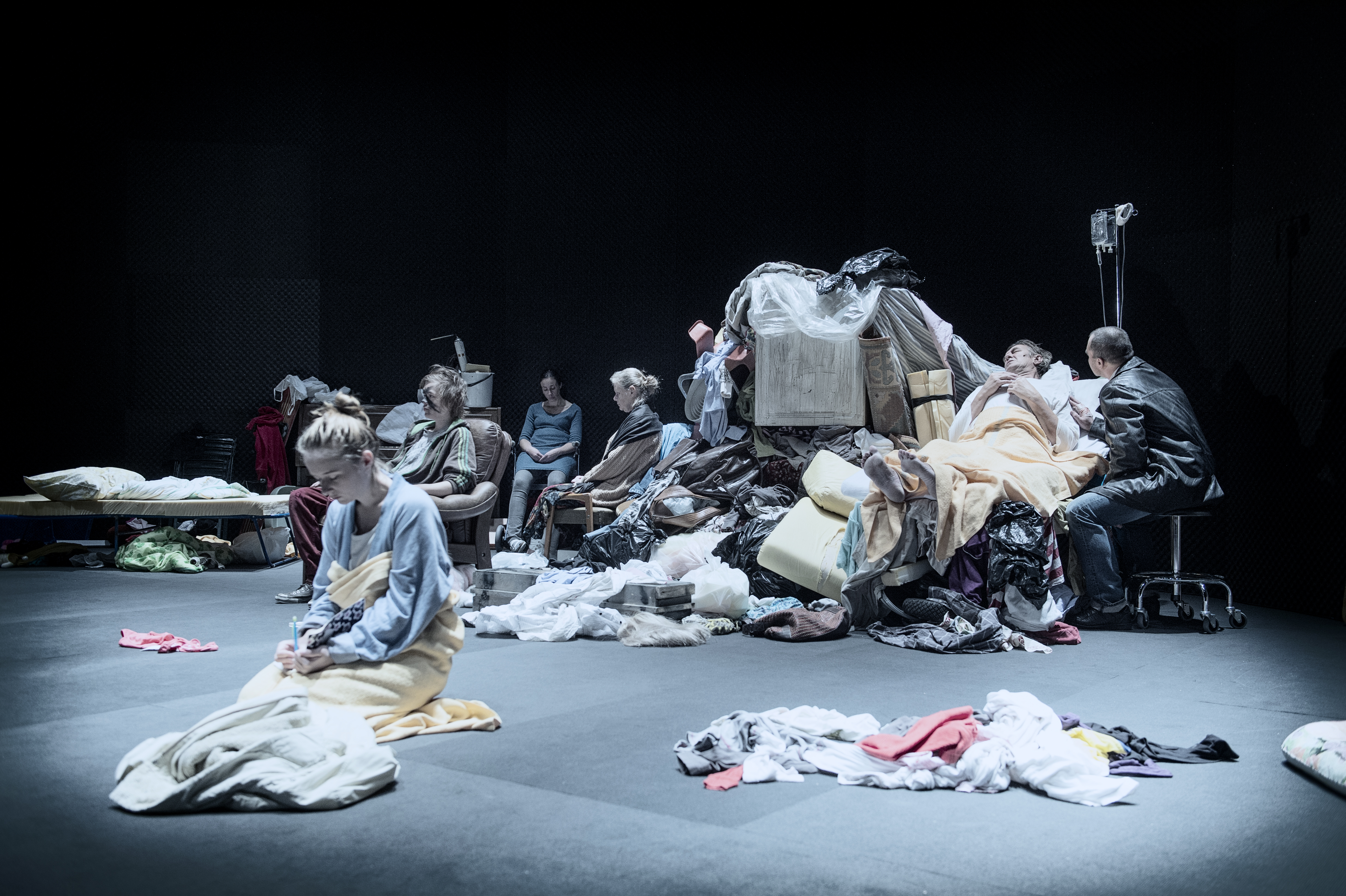
Fragmente, Folkteatern, Göteborg, 2012

Hoewel hij gold als een invloedrijk dichter en een rolmodel voor beginnende dichters, stopte hij na zijn zestiende bundel Hjärta i hjärta (Hart in hart) in 1980 met de poëzie en richtte zich op het theater. Norén had sinds 1968 al ongeveer vijftien stukken geschreven toen hij aan het begin van de jaren tachtig doorbrak met twee toneelstukken die internationaal een klassieke status kregen: Natten är dagens mor (De nacht is de moeder van de dag) en Kaos är granne med Gud (Chaos grenst aan God), beide met autobiografische verwijzingen naar zijn jeugd in Genarp.
Zijn werk beweegt zich tussen waanzin en verstilling. Het gaat uit van een harde, onverbloemde realiteit en verbeeldt hoofdzakelijk familie- en relatiedrama's, over mensen aan de onderkant van de samenleving of over emotioneel fragiele relaties in de midden- en bovenklasse. Kenmerkend voor veel van zijn toneelstukken is de bijna eindeloze innerlijke dialoog die vaak honderden pagina's beslaat. De lengte ligt niet vast en elke regisseur is vrij om een eigen selectie te maken uit het beschikbare materiaal. Dit kan bij opvoeringen van hetzelfde stuk resulteren in een heel verschillende speelduur en een andere focus op de inhoud.

### Regie
Norén ging ook als toneelregisseur aan het werk. Vanaf de jaren negentig regisseerde hij een groot aantal theaterproducties voor toneel en televisie, zowel eigen werken als die van anderen. Hij was een veelgevraagd regisseur in toonaangevende theaters in Europa. Van 1999 tot 2014 werkte hij nauw samen met Ulrika Josephsson. Ze vormden de artistieke directie van de afdeling RiksDrama aan Riksteatern in Stockholm en van 2009 tot 2012 hadden ze dezelfde rol bij Folkteatern in Göteborg. Om gezondheidsredenen gaf hij zijn functie op, waarna Ulrika Josephsson met Norén als adviseur nog aanbleef tot 2014.

### 7:3
Lars Norén kwam rond 1999 in opspraak door zijn toneelstuk 7:3, een voorstelling die werd opgevoerd in samenwerking met gedetineerden uit een gevangenis voor zwaargestraften in Österåker. Hierbij werden in de dialogen levensechte nazistische en antisemitische teksten uitgesproken. Een aantal deelnemers maakte van de gelegenheid gebruik om te ontsnappen en pleegde een overval, die uitliep op de zogenaamde Malexandermoorden waarbij twee politiemensen werden omgebracht. Het leidde tot grote kritiek op Lars Norén. Hem werd verweten dat hij met dit toneelstuk, zowel door zijn teksten als door de productie, de criminelen de vrije hand had gegeven en daardoor het drama zou hebben veroorzaakt. Zijn dagboeken in drie delen, En dramatikers dagbok 2005–2012, 2013–2015, 2016–2019, waarin de affaire uitvoerig aan de orde komt, trokken veel aandacht en leidden in Zweden tot felle discussies.

### Persoonlijk

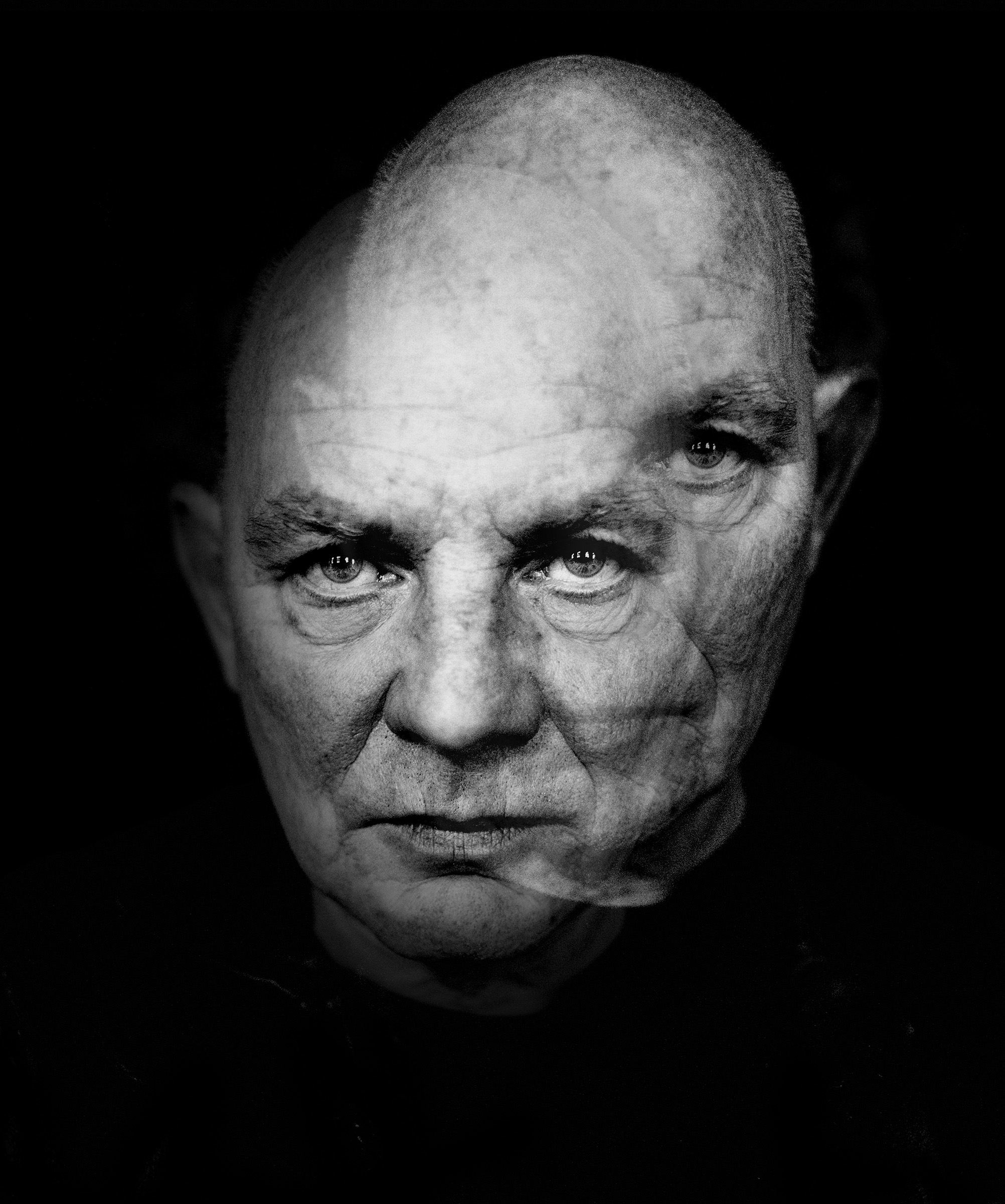
Lars Norén gefotografeerd door Oliver Mark, Berlijn 2003

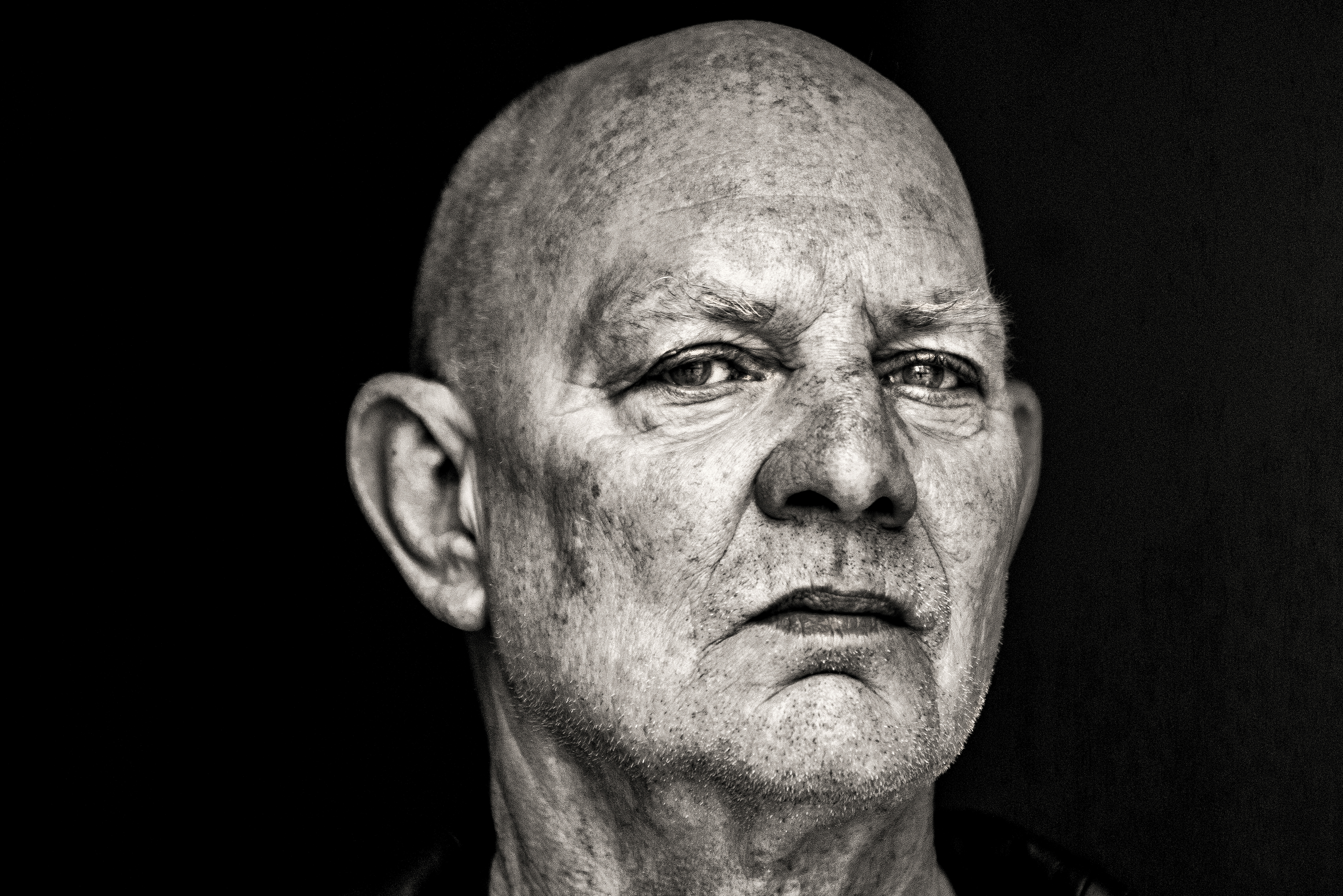
Lars Norén in 2007

Lars Norén was van 1970 tot 1975 getrouwd met Elisabet Mörk, ook bekend als de scenarioschrijfster Titti Mörk-Norén. Ze kregen een dochter in 1971. In een relatie met Ann-Charlotte Bonner, ook werkzaam in film en tv, kreeg hij in 1978 een tweede dochter. Van 1993 tot 2003 was hij getrouwd met de toneelschrijfster en theaterwetenschapper Charlott Neuhauser en van 2007 tot 2013 met de actrice Annika Hallin, met wie hij in 2009 een derde dochter kreeg.
Norén stierf op 26 januari 2021 op 76-jarige leeftijd in het universiteitsziekenhuis van Solna aan de gevolgen van besmetting met covid-19.

## Norén en Nederland
In Nederland werd hij geïntroduceerd door dramaturg en regisseur Karst Woudstra, die vele van zijn stukken vertaalde en regisseerde, onder meer bij Toneelgroep Amsterdam.

### Werken in Nederlandse vertaling (selectie)
- Lars Norén: Toneel (I). Vertaling Karst Woudstra. International Theatre Bookshop, 1985. ISBN 90-6403-102-9.  Bevat:
  - De vorstenlikker (Fursteslickaren, 1973)
  - De moed om te doden (Modet att döda, 1978)
  - Een vreselijk geluk (En fruktansvärd lycka, 1981)
  - De nacht, de moeder van de dag (Natten är dagens mor, 1982)
  - Een onderwereldse glimlach (Underjordens leende, 1981)
  - Demonen (Demoner, 1978)
- Lars Norén: Bobby Fischer is alive and lives in Pasadena (Bobby Fischer bor i Pasadena, 1988). Vertaling Karst Woudstra. Amsterdam, International Theatre & Film Books, 1993. ISBN 90-6403-311-0
- Lars Norén: Een soort Hades (Ett sorts Hades, 1996). Vertaling Karst Woudstra. Toneelgroep Amsterdam, 1997. Geen ISBN.
- Een onderwereldse glimlach. Lars Norén. Samenstelling: Moniek Merkx. Toneelgroep Amsterdam, 1987. Geen ISBN
- Thuislozen (1997). Theater Utrecht (2021), in een bewerking van Thibaud Delpeut en Adelheid Roosen.

## Prijzen en onderscheidingen
- 1967 Albert Bonnier Scholarship Fund voor jongere en nieuwere auteurs
- 1969 Carl Emil Englund-prijs (voor Stupor)
- 1971 Aftonbladets literatuurprijs
- 1974 Wrath Prize
- 1975 TCO Cultuurprijs
- 1978 Gerard Bonnier's Poëzieprijs
- 1980 The Nine Grand Prix
- 1982 Aniarapriset
- 1985 Kellgren-prijs
- 1992 Expressens Theaterprijs
- 1994 Pilotenprijs
- 2003 Nordic Prize van de Zweedse Academie
- 2008 Medaille "Litteris et Artibus"
- 2012 Poëzieprijs van de Zweedse radio
- 2012 Bellman-prijs
- 2015 Stipendium van Gannevik
- 2015 Stockholm City Honorary Award
- 2016 Ferlinpriset
- 2017 Selma Lagerlöfs literatuurprijs
- 2017 Literatuurprijs ter nagedachtenis aan Pär Lagerkvist